# Zachary Hietala
Zachary Hietala (n. 10 de agosto de 1962) es el fundador y guitarrista de la banda finlandesa Tarot, anteriormente llamada "Purgatorio", junto a su hermano, Marco, que luego se uniría a la banda de power metal sinfónico, Nightwish. 
Trabaja como instructor de los jóvenes en su ciudad natal, Kuopio, así como en la enseñanza de teoría musical a los estudiantes de noveno y décimo grado, y participa en la gestión del sitio web de Tarot, respondiendo a las preguntas y observaciones formuladas por los fans en el foro.
Tarot hasta el momento ha publicado ocho álbumes de estudio, el último ha sido puesto a la venta en el mes de marzo de 2010 con el título Gravity Of Light. Zachary Hietala toca la guitarra en Marenne, y es uno de los compositores del álbum debut de la banda que fue lanzado en febrero de 2009 .
Participó en la canción "Lust" del grupo metal industrial 2 Times Terror de su CD "Equals One Sudden Death".
Está casado y no tiene hijos propios.
Él y su hermano aparecen en el documental A Day Before Tomorrow.
- Datos: Q2455623